# Santiago Montero Díaz
Santiago Montero Díaz (Mugardos, 21 de enero de 1911-Madrid, 24 de julio de 1985) fue un historiador y profesor universitario español.

## Biografía
Tras pasar unos años de su juventud en Cuba, volvió con su familia a España y estudió Filosofía y Letras en la Universidad de Santiago de Compostela, especializándose en historia (1929) y ejerciendo de profesor ayudante en la misma universidad.
Se trasladó a la Universidad de Madrid para realizar el doctorado (que logró en 1934), e ingresó en el Cuerpo de Archiveros, Bibliotecarios y Arqueólogos (1931). Durante esos años (los de la Segunda República española) frecuentaba el Ateneo de Madrid (donde fue vicepresidente de la sección de historia) y publicó estudios sobre Benito Jerónimo Feijoo y Juan Huarte de San Juan.
En 1931 se afilió al Partido Comunista de España. Desde una postura antifascista, sostuvo una polémica intelectual en La conquista del Estado con el fundador de las JONS Ramiro Ledesma Ramos. Tras una estancia en Alemania (beca en la Universidad de Berlín, con los profesores Erich Caspar y Gamillscheg, 1933 -el año del ascenso al poder de Hitler-), recondujo su pensamiento hacia el nacionalsindicalismo y retomó su relación con Ledesma y las JONS, ahora como afiliado. Aunque inicialmente se opuso a la unificación con Falange Española, tras conocer en persona a José Antonio Primo de Rivera cambió de opinión, afiliándose en 1935 a la recién fundada Falange Española de las JONS.
En 1936 obtuvo la cátedra de Historia Medieval de la Universidad de Murcia.
Iniciada la guerra civil española (1936) logró refugiarse en la embajada de Chile (hasta 1937). Pasó a la denominada zona nacional, alistándose en una bandera aragonesa de Falange. Participó en la batalla del Ebro y en las operaciones militares que dividieron en dos la zona republicana. También apoyó intelectualmente al bando sublevado (La política social en la zona marxista, Bilbao, 1938, La revolución nacional-sindicalista y los trabajadores, Zaragoza, 1939); y realizó tareas de propaganda en Cataluña. Al final de la guerra tuvo que someterse al proceso administrativo de depuración en su cargo universitario, que supera sin ningún problema, y es elegido para dar el discurso de apertura del curso 1939-1940 de la Universidad de Murcia, de cuya facultad de Filosofía y Letras fue nombrado decano.
Durante la posguerra obtuvo el traslado a la cátedra de Historia de la Filosofía Antigua de la Universidad de Madrid (1941), y se dedicó a la recopilación y estudio de las obras de Ledesma, que había muerto en 1936 (La evolución intelectual de Ramiro Ledesma, 1941). Cada vez más distanciado del régimen de Franco por su postura tibia hacia la Italia fascista y la Alemania nazi (que Montero consideraba una cobardía -conferencias Mussolini, 1919-1944 y En presencia de la muerte-), fue confinado en Almagro por orden gubernativa (1943) hasta el final de la guerra. Aún en 1945 defendía la identificación con el nazismo; tras el suicidio de Hitler, escribió un panegírico dedicado al líder nazi.
Ya en la fase final del franquismo, apoyó las movilizaciones de estudiantes de 1965, por lo que fue sancionado con la inhabilitación por dos años de su cátedra (junto a Antonio Tovar, José María Valverde y Mariano Aguilar Navarro -José Luis López Aranguren, Enrique Tierno y Agustín García Calvo lo fueron a perpetuidad-). Se exilió en Chile, donde fue profesor de la Universidad de Concepción y entró en contacto con el movimiento izquierdista MIR. Se jubiló, ya repuesto en su cátedra de Madrid, en 1981.
Fue miembro de la Academia de Bellas Artes de Murcia y fundó la revista Gerión. Fue colaborador  de la sección medieval del Instituto Jerónimo Zurita del CSIC.
Entre sus obras más destacadas están:
- Historia universal antigua y media. Conceptos destacados (1943)
- Alejandro Magno (1944)
- De Caliclés a Trajano (1948)
- Las ideas político-sociales de Guillermo de Ockam (1949)
- Cervantes, compañero eterno (1957)

Su hijo Santiago Montero Herrero (1954-2023) fue también historiador especializado en la Edad Antigua y en la Historia de las Religiones y catedrático de la Universidad Complutense.